# 參戰飄帶
參戰飄帶（英語：Campaign streamer）是軍旗上的裝飾，用於表彰軍事單位的特定成就，飄帶通常是一條刻有名稱和日期的絲帶，表示參加了特定的軍事行動。參戰飄帶與流蘇不同，流蘇通常是純粹裝飾性的，而參戰飄帶是一項榮譽的象徵。
許多國家皆會授與飄帶，例如美國、德國，歷史上的普魯士、奧匈帝國和蘇聯也會使用。